# Liste d'objets de la Terre du Milieu
Cette liste d'objets de la Terre du Milieu présente des objets importants de l'univers de la Terre du Milieu de l'écrivain britannique J. R. R. Tolkien.

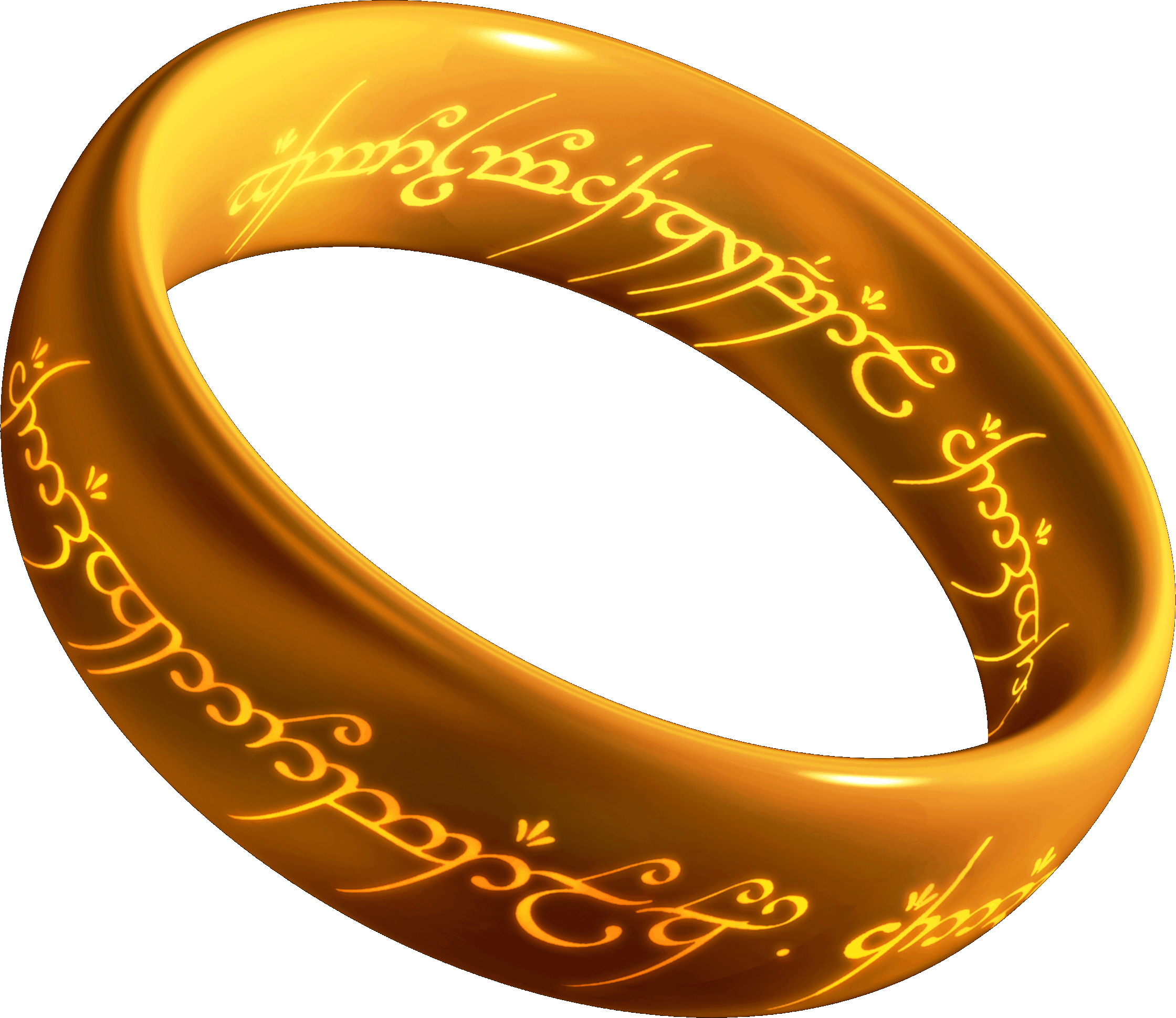
L'Anneau unique forgé par Sauron.

## Anneaux

### L'Anneau de Barahir
L'anneau de Barahir (aussi nommé anneau de Felagund) est le nom donné à un anneau fabriqué par les Ñoldor en Valinor et originellement porté par Finrod Felagund. 
Lors de la bataille de Dagor Bragollach, l'Homme Barahir couvrit la retraite de ce dernier, qui lui donna cet anneau en signe de reconnaissance. Lorsque Bahrahir fut tué en Dorthonion, sa main et l'anneau furent coupés par les Orques comme preuve de sa mort. Beren, fils de Barahir, parvint toutefois à récupérer main et anneau, qu'il rapporta à Nargothrond. En paiement de la dette signifiée par cet anneau, Finrod abandonna sa souveraineté sur Nargothrond pour accompagner Beren dans sa quête des Silmarils. Au cours de cette quête, ils furent capturés par Sauron, et Finrod se sacrifia pour sauver Beren d'un loup-garou envoyé pour les dévorer.
L'anneau passa sans doute ensuite à Dior Eluchíl et Elwing, puis à Elros et aux rois de Númenor. Tar-Elendil le donna à sa fille aînée Silmariën, qui ne put monter sur le trône et le confia à son fils Valandil, premier seigneur d'Andúnië. Il resta dans cette famille jusqu'à Elendil. Rapporté en Terre du Milieu par ce dernier, il devint l'un des trésors du royaume d'Arnor. À la chute de l'Arthedain, Arvedui le donna à un chef des Lossoth. Il fut ensuite racheté et préservé à Fondcombe. Elrond le confia à Aragorn lorsqu'il révéla à ce dernier son lignage. En l'an 2980 du Troisième Âge, Aragorn le donna à Arwen lors de leur mariage.
Du fait de sa fabrication en Valinor, il constitue un des plus anciens, si ce n'est le plus ancien, des artefacts présents en Terre du Milieu à la fin du Troisième Âge.
L'anneau de Barahir représentait deux serpents aux yeux d'émeraude, l'un dévorant le second, qui portait une couronne de fleurs dorées. 
Dans la trilogie cinématographique du réalisateur Peter Jackson, l'anneau est porté par Aragorn. Remarqué par Gríma, il permet à Saroumane d'identifier son porteur comme l'héritier d'Isildur.

## Joyaux

### La Pierre Arcane
La « Pierre Arcane » (dans la traduction du Hobbit de Daniel Lauzon), « Arkenstone » (en version originale et dans la traduction du Hobbit par Francis Ledoux), ou « Pierre Arken » (dans la traduction de Tina Jolas des appendices du Seigneur des anneaux) est un joyau rond, brillant d'une lueur intérieure propre. Découvert au cœur de l'Erebor par le nain Thráin Ier, il fut taillé et façonné de manière que cette lueur soit reflétée et multipliée. Héritage de la Maison de Durin après son installation sous l'Erebor, il fut perdu lorsque le dragon Smaug chassa les Nains du Mont Solitaire (2770 T. Â.). 
Le désir de récupérer la Pierre Arcane joue un rôle important dans la décision de Thorin Lécudechesne de se lancer dans l'expédition d'Erebor, qui fait l'objet du roman Le Hobbit. Dans ce dernier, Bilbo découvre la Pierre Arcane (2941 T. Â.) au milieu de l'amas de richesses servant de couche à Smaug et l'empoche sans en toucher mot à ses compagnons. Lorsque Thorin refusa de partager le trésor avec Bard et Thranduil, Bilbo leur confie le joyau dans le but de l'échanger contre sa part, un quatorzième, du trésor. La dispute est interrompue par l'arrivée des Nains de Dáin II, puis celle des Wargs et des Gobelins venus des Monts Brumeux, donnant lieu à la bataille des Cinq Armées. À l'issue de la bataille, la Pierre Arcane est déposée sur la poitrine de Thorin, tombé au combat.
Le terme Arkenstone provient du vieil anglais eorcen-stán (ou eorcnan-stán, earcen-stán) ou de l'ancien norrois jarkna-steinn, signifiant « Pierre précieuse ». Le terme apparaît dans plusieurs poèmes en vieil anglais, tels The Ruin ; Tolkien l'employa également pour désigner les Silmarils.

### L'Elessar
L'Elessar (la « Pierre elfique » en quenya) est un joyau vert donné à Aragorn par Galadriel lors du départ de la Communauté de l'Anneau de Lórien. Il est décrit de la manière suivante :

« Elle retira alors de son sein une grande pierre vert clair, montée dans une broche d'argent en forme d'aigle aux ailes éployées ; et tandis qu'elle la tenait levée, la pierre étincelait comme le soleil à travers le feuillage printanier. »

— Le Seigneur des anneaux, Livre II, chapitre 8
Galadriel affirme alors avoir donné ce joyau à sa fille Celebrían, qui en fit don à Arwen, cette dernière le rendant à sa grand-mère pour qu'il soit transmis à Aragorn en signe d'espoir.
Les Contes et légendes inachevés font état d'un premier Elessar, fabriqué à Gondolin par l'Elfe Ñoldo Enerdhil, ami de Celebrimbor et plus grand joailler après Fëanor. Doté d'un grand pouvoir de régénération, ce joyau fut donné à Idril, puis transmis à Elwing et enfin à Eärendil, d'où sa disparition de la Terre du Milieu. 
Christopher Tolkien présente ensuite un manuscrit de quatre pages où son père avance deux hypothèses concernant le second Elessar. 
La première est qu'il n'y a qu'un seul Elessar, l'original, rapporté du Valinor par Olórin (Gandalf) comme présent de Yavanna et signe supplémentaire que les Valar se préoccupaient de ce qui se passait en Terre du Milieu. La seconde est qu'un second Elessar fut fait par Celebrimbor au Deuxième Âge par amour pour Galadriel. Plus subtil et clair que l'original, son pouvoir et son éclat étaient cependant moindres, l'Ombre pesant alors plus lourdement qu'elle ne le faisait au moment de la gloire de Gondolin. Son pouvoir permit cependant à Galadriel de préserver la Lórien, jusqu'à ce qu'elle reçoive l'anneau Nenya. Estimant ne plus avoir besoin de l'Elessar, elle le donna à sa fille Celebrían.
À la fin de ce texte, toutefois, quelques lignes attribuent à Celebrimbor la paternité des deux joyaux, présentés comme distincts. D'après Christopher Tolkien, son père avait l'intention de remplacer complètement le personnage d'Enerdhil par Celebrimbor, mais concevait encore ce dernier comme un Ñoldo de Gondolin et non comme le petit-fils de Feänor qu'il est dans Le Silmarillion. De même, il remarque que Le Silmarillion ne parle pas de l'Elessar, et attribue au Silmaril les pouvoirs de régénération d'Elwing lors de son séjour aux Bouches du Sirion.
Dans la première version de la scène des dons de Galadriel, la pierre verte (sertie dans une broche d'or) était le cadeau de Gimli. Tolkien changea d'avis peu après et décida de rebaptiser Trotter (le futur Aragorn) Elfstone : Galadriel joue alors sur les mots en faisant don de la pierre elfique (désormais sertie sur une bande d'argent) à « Pierre-elfique ».
Dans la trilogie cinématographique du réalisateur Peter Jackson, l'Elessar est remplacé par un pendentif d'argent donné par Arwen à Aragorn à Fondcombe.

### L'Elendilmir
L'Elendilmir (le « Joyau d'Elendil » en quenya) ou « Étoile du Nord » est un diamant serti dans une résille de mithril, symbole du pouvoir des rois d'Arnor avec le sceptre d'Annúminas, et rappelant le Silmaril porté par Eärendil. Fabriqué pour Silmarien, fille du roi de Númenor Tar-Elendil écartée du pouvoir, il est transmis par elle aux seigneurs d'Andúnië et ainsi à Elendil, qui l'apporte en Terre du Milieu. Passant à Isildur, il coule avec lui dans l'Anduin lors du Désastre des Champs d'Iris.
Elrond en fit alors faire une réplique à l'intention de Valandil, dernier fils survivant d'Isildur. Cette réplique servit de couronne aux rois d'Arnor, puis fut portée par les chefs des Dúnedain du Nord, jusqu'à Aragorn. À l'issue de la Guerre de l'Anneau, l'Elendilmir original fut retrouvé à Orthanc, probablement repêché dans l'Anduin par des serviteurs de Saroumane à la recherche de l'Anneau unique. Aragorn respectait les deux versions, l'une pour son ancienneté, la seconde pour avoir été portée par trente-neuf fronts avant lui.
Dans le récit du Désastre des Champs d'Iris donné dans les Contes et légendes inachevés, Isildur doit se couvrir la tête de son capuchon pour couvrir l'éclat de l'Elendilmir alors qu'il porte l'Anneau unique. Le pouvoir de l'Elendilmir original était donc tel qu'il surpassait l'invisibilité conférée par l'Anneau.
Robert Foster, dans son Complete Guide of Middle-earth, dit qu'Elessar fit don de l'Elendilmir à Sam Gamegie. Christopher Tolkien affirme qu'il s'agit là d'une confusion avec l'Étoile des Dúnedain.
L'Elendilmir ne doit pas être non plus confondu avec le diamant rapporté à Erendis par Aldarion, serti de la même manière dans une résille d'argent, et qui servait de couronne aux rois et reines de Númenor. L'Elendilmir fait pour Silmarien est plus ancien de plusieurs siècles que ce diamant, symbole des rois de Númenor, qui a probablement disparu avec Ar-Pharazôn. Toutefois, la reprise d'un symbole similaire pour la royauté d'Arnor est intentionnelle.

### L'Étoile des Dúnedain
L'Étoile des Dúnedain est une broche d'argent en forme d'étoile aux multiples rayons portée par les Dúnedain du Nord. Ces broches apparaissent dans Le Seigneur des anneaux quand la Compagnie Grise des Dúnedain du Nord rejoint Aragorn à Dunharrow. Elle sert à agrafer leur manteau sur l'épaule gauche, et constitue la seule ornementation de leurs habits et un signe de reconnaissance. D'après Christopher Tolkien, c'est une broche de ce type qu'Elessar donne à Sam Gamegie (voir Elendilmir ci-dessus au sujet de la confusion entre l'Étoile des Dúnedain et l'Étoile du Nord).

### Le Sceptre d'Annúminas
Le Sceptre d'Annúminas (ou Sceptre d'Andúnië) est une baguette d'argent, symbole du pouvoir des seigneurs d'Andúnië au Deuxième Âge. Apporté en Terre du Milieu par Elendil, il devint le symbole de la royauté d'Arnor. Après la chute du Royaume du Nord, il fut préservé à Imladris. À la fin du Troisième Âge, Elrond le confia à Aragorn à l'occasion du mariage de ce dernier avec Arwen. Il redevint le symbole de la royauté d'Arnor.

## Autres objets

### Angainor
Angainor (« Fer Béni » en quenya) est le nom d'une chaîne forgée par Aulë ayant servi à enchaîner Melkor après sa défaite lors de la Guerre des Puissances. Melkor la porta durant ses trois âges d'emprisonnement dans les cavernes de Mandos. Libéré après cette période, il se rebella à nouveau contre les autres Valar, conduisant aux événements contés dans la Quenta Silmarillion. Melkor retrouve le poids de cette chaîne à l'issue de la Guerre de la Grande Colère. 
Le Silmarillion dit peu de choses à propos d'Angainor à part son existence. Le volume 1 du Livre des contes perdus, précise qu'Angainor est faite d'un alliage inaltérable de cuivre, d'argent, d'étain, de plomb, de fer et d'or, nommé tilkal et créé par Aüle. Sa couleur est verte ou rouge selon la lumière. Dans cette version de l'histoire, le nom Angainor signifie « l'Oppresseur ».

### Le Livre de Mazarbul
Le Livre de Mazarbul est une chronique de l'expédition malheureuse du Nain Balin visant à recoloniser la Moria. Cette tentative fut contrariée par la présence du Fléau de Durin menant un nombre important d'Orques et d'autres créatures malfaisantes. Le livre de Mazarbul retrace les succès initiaux de l'expédition, puis sa défaite progressive conduisant à la mort de tous les membres de la colonie. Dans La Communauté de l'anneau, le livre est trouvé dans la chambre des Archives, « Mazarbul » en khuzdul, qui lui donne son nom.
Le Livre de Mazarbul couvre les cinq années d'existence de la colonie. Il fut composé par des mains différentes utilisant des systèmes d'écriture divers : runes de la Moria, de Dale ainsi que des caractères elfiques. La dernière entrée, « Ils arrivent » fut écrite peu de temps avant l'assaut final des Orques contre les derniers survivants rassemblés dans la chambre de Mazarbul autour de la tombe de Balin. C'est dans ce lieu que Gandalf et la Compagnie de l'Anneau découvrent l'ouvrage, taché et partiellement détruit. L'ouvrage fut conservé par Gimli pour être transmis à Dáin II. Il n'est toutefois plus fait mention de l'ouvrage dans le texte. On ignore donc s'il fut transmis ou abandonné en route.
Pour la publication de La Communauté de l'anneau, Tolkien produisit des fac-similés des pages lues par Gandalf dans le texte. Elles furent toutefois laissées de côté pour des raisons de coût, et n'ont vu le jour qu'en 1976, dans le Lord of the Rings 1977 Calendar publié par Allen & Unwin, puis en 1979 dans le recueil d'illustrations Peintures et aquarelles de J. R. R. Tolkien. Il fallut attendre 2004 pour voir leur inclusion dans une édition du Seigneur des anneaux.
Pour la trilogie cinématographique de Peter Jackson, une reproduction grandeur nature est utilisée pour les scènes se déroulant dans la chambre de Mazarbul.

### Le Miroir de Galadriel
Le Miroir de Galadriel apparaît dans Le Seigneur des anneaux. Il s'agit d'une vasque remplie d'eau dans laquelle peuvent apparaître des visions du passé, du présent et de l'avenir. Galadriel, dame de la Lothlórien, invite Frodon Sacquet, à regarder dedans. Galadriel ne peut pas prédire ce que le miroir montrera et ne garantit pas que ses visions se réaliseront. Samsagace Gamegie a également été autorisé à regarder dans le miroir, ce qui s'est avéré être un choix entre le retour à la Comté pour empêcher sa destruction ou de continuer sur la quête de son maître pour empêcher Sauron de détruire l'ensemble de la Terre du Milieu.
Le Miroir rappelle l'ancienne pratique de la boule de cristal, mais avec l'eau (hydromancie) : regarder dans un bassin peu profond ou un bol à des fins de divination. Les Nornes de la mythologie nordique utilisent le Puits d'Urd à cette fin. John D. Rateliff rapproche également le Miroir du bassin d'eau employé par Ayesha dans le roman de H. Rider Haggard Elle ou la source de feu (1887), l'une des principales influences contemporaines de Tolkien.

### La Pierre d'Erech

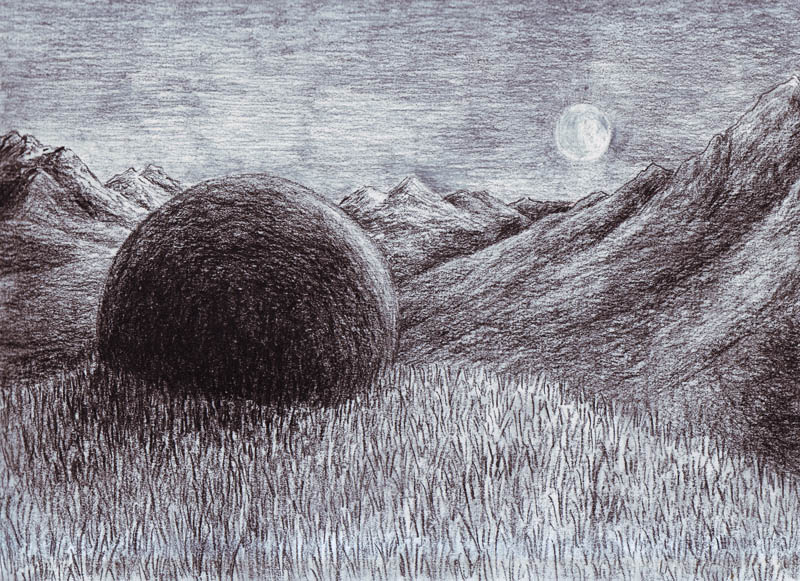
Une représentation de la pierre d'Erech.

La pierre d'Erech est une imposante pierre noire, d'approximativement deux mètres (six pieds) de diamètre, apportée de Númenor par Isildur et installée à Erech lors de la fondation du royaume de Gondor.
Le Roi des Montagnes jura allégeance à Isildur peu avant la Dernière Alliance des Elfes et des Hommes. Ayant brisé ce serment, lui et ses hommes furent condamnés à hanter le Chemin des Morts et les abords de la Pierre. Durant la guerre de l'Anneau, Aragorn les convoqua à l'endroit où était située la Pierre, les appelant à remplir leur serment en luttant contre les corsaires d'Umbar qui attaquaient Pelargir.

### Le Heaume du Dragon
Le Heaume du Dragon de Dor-lómin (Dragon-helm of Dor-lómin), est un heaume forgé par Telchar de Nogrod vers 260 du Premier Âge, et dont le cimier représentait le dragon Glaurung. Le Heaume avait été conçu pour Azaghâl, qui l'offrit à l'Elfe Maedhros, qui le transmit à son ami Fingon. Ce dernier l'offrit à l'Homme Hador en même temps que les terres de Dor-lómin. Le Heaume est ensuite possédé par les chefs de la maison de Hador, Galdor, puis Húrin (qui ne le portait jamais) puis son fils Túrin. Ce dernier prend même un temps le nom de Gorthôl « Heaume de terreur » à cause de sa possession du Heaume du Dragon. Il semble que le Heaume ait été perdu en 495 P.A., lors de la destruction de Nargothrond. Le Heaume du Dragon apparaît dans les Contes et légendes inachevés, dans Le Silmarillion et dans Les Enfants de Húrin. Il est parfois nommé « heaume de Hador ».